# 李慶雄 (1938年)
李慶雄（1938年8月13日—），中華民國（台灣）政治人物，曾經代表民進黨任職立法委員。外號白毛仔。
法界耆老，歷任檢察官、法官、律師，並擔任三屆立法委員、第十屆考試委員。也是促成台灣改革軍公教人員18%優存利率的重要推手。

## 著作
- 惡狼與羔羊（88.3.12中時晚報）
- 難區分之不分區議長（88.9.10中時晚報）
- 讓唐飛好好養病吧（89.5.23中時晚報）
- 「小」題「大」作（89.12.27中時晚報）
- 司法禁地（90.4.18中時晚報）
- 司法改革的自省（90.4.30中時晚報）
- 遲來的正義（90.7.4中時晚報）
- 何苦自焚（90.8.14中時晚報）
- 總預算黑洞（90.10.2中時晚報）
- 人才與布局（91.1.18中時晚報）
- 軍事審判 平時戰時應有別（88.6.30台灣日報）
- 法律修正組織不變，無助軍政軍令一元化（88.11.13中國時報）
- 確立代理制度 避免接班爭議（89.5.19中國時報）
- 釐清調查局地位，化解法務部、國安局角力（89.6.8中國時報）
- 政治獻金法不應淪為金錢遊戲法（89.2.4中國時報）
- 嚴審總預算 別作無謂之爭（89.9.19中國時報）
- 從潘希賢案、銀鷺號案檢視兩岸司法人權盲點（90.3.22中國時報）
- 邦聯黨綱 帶來兩岸和談曙光？（90.6.30中國時報）
- 如何讓公務員清廉又勇於任事？（90.7.12中國時報）
- 提防國軍「西進」 政府須拿出對策（90.7.21中國時報）

## 外部連結
- 立法院 （页面存档备份，存于）